# T.M.Revolution西川貴教のオールナイトニッポン Music Revolution
T.M.Revolution西川貴教のオールナイトニッポン Music Revolution （ティーエムレボリューションにしかわたかのりのオールナイトニッポン ミュージックレボリューション）は1997年10月4日から1998年3月23日に金曜25:00-29:00（1部・2部、土曜日未明）に4時間ワイド生放送された深夜放送オールナイトニッポン金曜日でT.M.Revolutionの西川貴教がパーソナリティを担当したラジオ番組。

## コーナー
- 踊るダメ人間日記
マル得ネットサーフィンの新海宗和のネタハガキ「踊るダメ受験生日記」から派生したコーナー。初回開始。
- マル得ネットサーフィン
- プロモーター今週の推薦曲
  - レコード会社のプロモーターが登場し、推薦曲を紹介。西川が最も嫌いだったコーナー。
- WAになっておどろう
1998年1月開始。世界3大TKの一人、角松敏生（長万部太郎）作詞・作曲による「WAになっておどろう」のフレーズに載せて、短い替え歌を作ってもらう。3文字のタレントを主語にすると曲への乗りがよく、タモリ、CHAGE、桂ざこばがよくネタにされ、このコーナーから「連続ラジオ小説タモリ」が派生した。
- com s@(at) radio（コムサットレディオ）
  - 1部の10分箱番組。DJは小室哲哉、マーク・パンサー。番組前にマーク・パンサーに対しての西川の煽り紹介が好評だった。
- あいすまん堂
  - 2部の10分箱番組。Icemanと浅倉大介が登場。録音番組。
- ペテン師の良心(ふつうのおたよりコーナー)
- 起き抜けアニメタル→起き抜けテレフォン→（最終回）起き抜けしりとり
開始は初回の4時台。「4時間起きているかどうか」をコンセプトに始まった。

## ゲスト
- 浜田雅功、遠藤久美子、城島茂（TOKIO）、志村けん（ザ・ドリフターズ） - 1997年12月。テレビ番組の朝日放送の「人気者でいこう!」の企画で乱入。電波ジャックをした。

## スタッフ
- 構成・石川昭人
- AD・稲垣典行（ドラマー・いなぁきぃー）、田所健太郎
- ミキサー・河辺健一
- ディレクター兼プロデューサー・三宅正希
- Special Staff・ニッポン放送ALL STAFF(初回放送発言による)